# Związek gmin Fronreute-Wolpertswende
Związek gmin Fronreute-Wolpertswende – związek gmin (niem. Gemeindeverwaltungsverband) w Niemczech, w kraju związkowym Badenia-Wirtembergia, w rejencji Tybinga, w regionie Bodensee-Oberschwaben, w powiecie Ravensburg. Siedziba związku znajduje się w miejscowości Wolpertswende.
Związek gmin zrzesza swie gminy wiejskie:
- Fronreute, 4 497 mieszkańców, 48,08 km²
- Wolpertswende, 4 057 mieszkańców, 26,35 km²